# Чанчал, Нарендра
Нарендра Чанчал (в.-пандж. ਨਰਿੰਦਰ ਚੰਚਲ; 16 октября 1940, Амритсар, Британская Индия — 22 января 2021, Нью-Дели) — индийский певец, исполнявший, главным образом, религиозные гимны, а также записавший несколько песен для фильмов Болливуда.

## Биография
Родился в Амритсаре в пенджабской семье, в которой помимо него было ещё шесть сыновей и дочь. Его отец играл на бирже, но денег в семье всегда не хватало. Нарендра часто посещал местные религиозные мероприятия со своей матерью, которую приглашали петь бхаджаны. Он тоже начал петь и, видя что гостям нравится его голос, решил стать профессиональным певцом.
В период с 1964 по 1965 год, начав свой путь как певец, он сочинял музыку и выступал в перерывах между актами во время театральных постановок. В этот период Чанчал много работал с пенджабским драматургом Гуршараном Сингхом.
В дальнейшем он путешествовал по разным городам и пел на джагранах. В канун Нового года он обычно приезжал в Вайшно-деви, где выступал сначала в святой пещере, а затем на площади в Катре.
Однажды Чанчал исполнял кафи поэта Булле Шаха на армейском благотворительном мероприятии в Бомбее, где его заметил Радж Капур. Он в этот момент как раз искал исполнителя для записи песни «Beshak mandir masjid todo» к фильму «Бобби».
В 1974 году за исполнение данной песни Чанчал был отмечен Filmfare Award за лучший мужской закадровый вокал.
В том же году он спел заглавную песню «Main Benaam Ho Gaya» в фильме Нарендры Беди Benaam. Манодж Кумар дал ему исполнить основную часть песни «Mehngai Mar Gayi» в фильме «Хлеб насущный» вместе с Мукешем, Латой Мангешкар и Джани Бабу. А «Tu Ne Mujhe Bulaya» в «Певице Ааша», которую он спел с Мохаммедом Рафи, сделала его известным религиозным певцом. 
Другой популярной его песней стала «Chalo Bulawa Aaya Hain Mata Ne Bulaya Hain» из драмы «Автар» 1983 года.
Чанчал несколько лет пел в фильмах, в том числе на панджаби, маратхи, гуджарати и бенгальском языке. Но после того как потерял голос на несколько месяцев, он сосредоточился на религиозных песнях.
В 2009 году Чанчал выпустил свою автобиографию «Midnight Singer» (досл.: «Полуночный певец»).
В ноябре 2020 года певец был госпитализирован в Apollo Hospital в Нью-Дели, где скончался 22 января 2021. 
У него осталась жена Намрата и трое детей.